# 마이너 리그 베이스볼 상
마이너 리그 야구상은 미국 마이너 리그 베이스볼에서 주최하는 각종 시상식을 지칭한다.

## 시상식
- 아리조나 폴 리그  명예의 전당
- 베이스볼 아메리카 마이너리그 올해의 선수 시상식
- 더넬 스테는 스포츠맨십 시상식
- 인터내셔널 리그 MVP 시상식
- 조 바우먼 홈런 시상식
- 조 블랙 MVP 시상식
- 킹 오브 베이스볼
- 마이크 쿨바흐 시상식
- 마이너 리그 베이스볼 올해의 선수 시상식 (MiLBY)
- 퍼시픽 코스트 리그 MVP 시상식
- 파울 오웬스 시상식
- USA 투데이 마이너 리그 올해의 선수 시상식